# Бразильско-гайанские отношения
Бразильско-гайанские отношения — двусторонние дипломатические отношения между Бразилией и Гайаной. Протяжённость государственной границы между странами составляет 1308 км.

## История

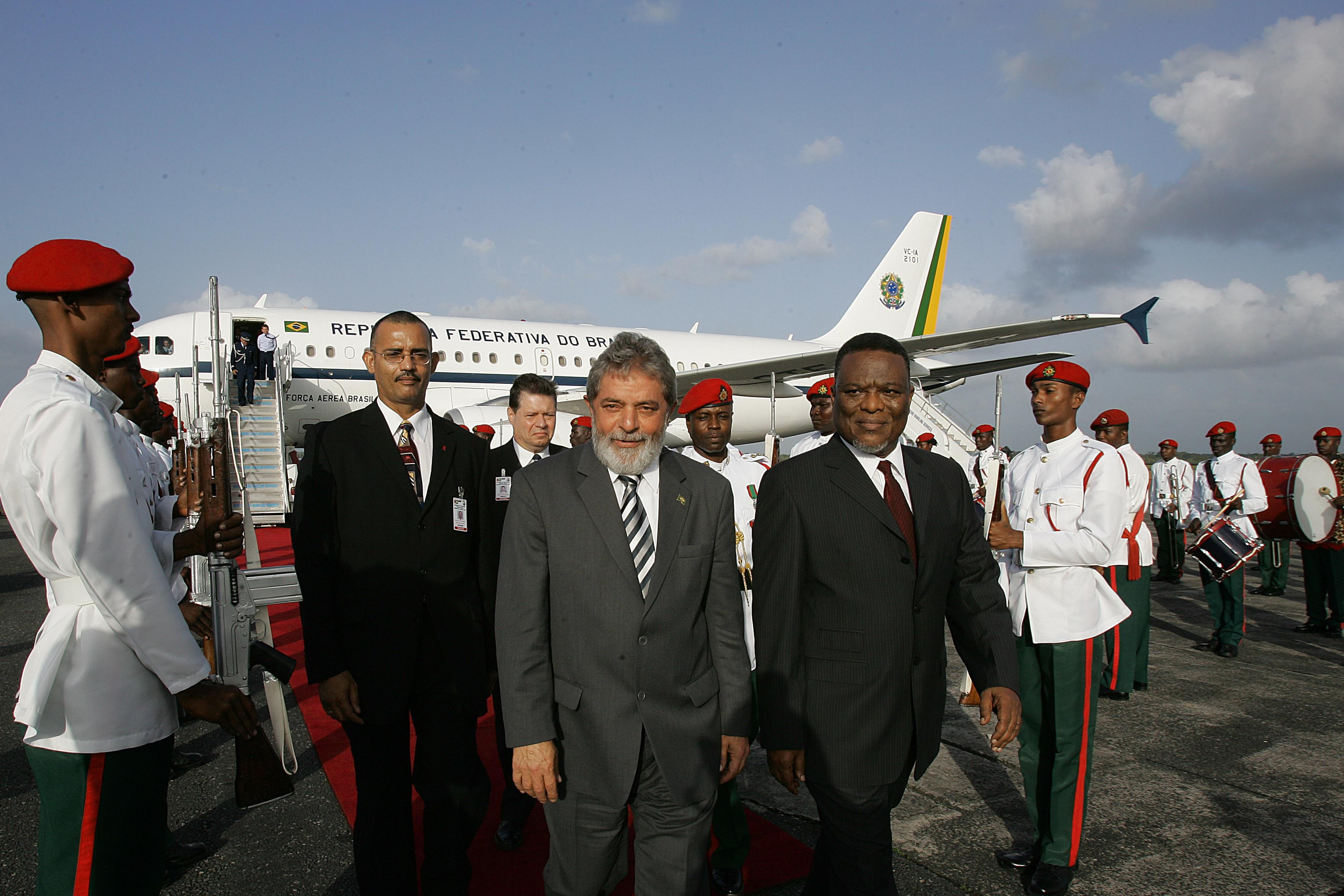
Президент Бразилии Луис Инасиу Лула да Силва с официальным визитом в Гайане в 2007 году.

Страны поддерживают хорошие межгосударственные отношения. Бразилия предоставила небольшое количество военной помощи Гайане в виде подготовки вооружённых сил этой страны для ведения боевых действий в джунглях и логистической поддержки. Помощь Бразилии была предоставлена Гайане в обмен на отказ последней от военной помощи Кубы. В 1975 году правительство Соединенных Штатов утверждало, что Гайана помогает кубинским войскам добраться до Анголы, где в то время бушевала гражданская война. Бразильское правительство негативно отреагировало на это сотрудничество гайанцев с кубинцами и провело военные маневры на границе с Гайаной. 
В 1960 году обе страны начали строить шоссе из бразильского города Манаус в столицу Гайаны Джорджтаун, согласно расчётам благодаря этой дороге Бразилия получила бы быстрый доступ к портовому городу на побережье Атлантического океана, а для Гайаны это шоссе стало бы главной транспортной артерией по торговле со своим южным соседом. В 1971 году Бразилия предлагала Гайане техническую помощь для завершения строительства гайанской части шоссе из города Летхем в Джорджтаун. По состоянию на 1990-е годы строительство шоссе не было завершено.